# Cecil Harverson
Cecil Harverson (fl. XX secolo) è stato un giocatore di snooker inglese.

## Carriera
Cecil Harverson esordì in un torneo professionistico nell'American Tournament 1907-1908, il quale fu, molto probabilmente, il primo evento della storia di questo sport. L'inglese si posizionò quarto nel girone, mentre nell'edizione successiva, non andò oltre il sesto posto.
Harverson riuscì a vincere questa competizione nel 1909-1910, nell'ultima edizione del torneo, vincendo il girone con tre vittorie e un pareggio nelle sue quattro partite disputate.
Successivamente, l'inglese conquistò anche il Professional Tournament 1910-1911, con sette vittorie e un pareggio.
A seguito di questo successo, Cecil Harverson si ritirò dallo snooker.

## Risultati
In questa tabella sono riportati i risultati nei tornei di snooker in cui Cecil Harverson ha partecipato.
| Competizioni                     | Anni               | Risultati          | Vincite | Century Breaks | Miglior break |
| -------------------------------- | ------------------ | ------------------ | ------- | -------------- | ------------- |
| The American Tournament          | 1907-1908          | 4°                 | £0      | 0              | ?             |
| The American Tournament          | 1908-1909          | 6°                 | £0      | 0              | ?             |
| The American Tournament          | 1909-1910          | 1°                 | £0      | 0              | ?             |
| Totale (The American Tournament) | 3 partecipazioni   | 3 partecipazioni   | £0      | 0              | ?             |
| Professional Tournament          | 1910-1911          | 1°                 | £0      | 0              | ?             |
| Totale (Professional Tournament) | 1 partecipazione   | 1 partecipazione   | £0      | 0              | ?             |
| Totale carriera                  | 4 tornei disputati | 4 tornei disputati | £0      | 0              | ?             |

## Statistica match[9]
| Round         | Match | Vittorie | Pareggi | Sconfitte | % vittorie |
| ------------- | ----- | -------- | ------- | --------- | ---------- |
| Fase a gironi | 22    | 13       | 5       | 4         | 59,09%     |
| Totale        | 22    | 13       | 5       | 4         | 59,09%     |

## Testa a testa[9]
Nella seguente tabella vengono elencati giocatori per numero di sfide contro Cecil Harverson.
| N° | Giocatore       | Match | Vittorie | % vittorie |
| -- | --------------- | ----- | -------- | ---------- |
| 1  | Harry Stevenson | 3     | 3        | 100%       |
| 2  | Melbourne Inman | 4     | 3        | 75%        |
| 3  | Tom Reece       | 5     | 3        | 60%        |
| 4  | Edward Diggle   | 5     | 2        | 40%        |
| 5  | Walter Lovejoy  | 1     | 1        | 100%       |
| 6  | James Harris    | 1     | 1        | 100%       |
| 7  | James Collens   | 1     | 0        | 0%         |
| 8  | Charles Dawson  | 1     | 0        | 0%         |
| 9  | Tom Aiken       | 1     | 0        | 0%         |

      Saldo positivo
      Saldo negativo

## Tornei vinti
- The American Tournament: 1 (1909-1910)[5]
- Professional Tournament: 1 (1910-1911)[6]